# Bishop Auckland
Bishop Auckland is een civil parish in de Engelse unitary authority Durham. De plaats telt 16.276 inwoners. 
Sinds 1 april 2009 bestaat de lokale overheid uit de gemeente Durham County Council Unitary Authority. Bishop Auckland bevindt zich in het parlementaire kiesdistrict Bishop Auckland.

## Geografie
Bishop Auckland is gelegen op 54°39'36,00"NB, 1°40'48,00"WL. De stad ligt ongeveer 100 meter boven zeeniveau. Daarnaast is de stad vrijwel aan alle kanten omgeven door heuvels die in hoogte variëren van ongeveer 150 meter boven zeeniveau tot meer dan 220 meter boven zeeniveau.
Bishop Auckland ligt ongeveer 19 km ten noordwesten van Darlington en 19 km ten zuidwesten van Durham. De stad heeft een treinstation; Bishop Auckland. Deze markeert het punt waar de Tees Valley Line de Weardale Railway wordt. De stad staat niet rechtstreeks in verbinding met snelwegen.
Bekende afdelingen zijn Cockton Hill, Woodhouse Close en Henknowle. Bovendien gaan ooit naburige dorpen zoals South Church, Tindale Crescent, St Helen Auckland en West Auckland min of meer naadloos over in de stad.

## Geboren
- Jackie Newton (1925-2010), Engels voetballer
- Ross Turnbull (1985), Engelse voetballer
- Jack Massey Welsh (1996), Engelse youtuber

## Herkenningspunten

### Auckland Castle
Het Kasteel Auckland, ook bekend als The Bishop's Palace, wordt omringd door 3,2 vierkante kilometer park. Oorspronkelijk werd dit door de bisschoppen gebruikt voor de jacht, maar tegenwoordig is het open voor het publiek.

### Binchester Roman Fort
Binchester Roman Fort is de benaming voor de ruïnes van een Romeins fort, Vinovia. Het badhuis in het fort is een van de best bewaarde voorbeelden van een Romeins militair badhuis hypocaustum in het land.

### Town Hall
Het stadhuis is een Victoriaans gebouw in "gotische stijl" met uitzicht op de markt van de stad. Het gebouw is een monument. Nadat het in de jaren tachtig was verlaten en vervolgens met sloop werd bedreigd, werd het stadhuis begin jaren negentig volledig gerestaureerd. Het herbergt nu de belangrijkste openbare bibliotheek van de stad, een theater, een kunstgalerie, een toeristeninformatiecentrum en een café-bar.

### Newton Cap viaduct
Het viaduct is een monumentaal Victoriaans spoorwegviaduct dat de rivier de Wear oversteekt. Het viaduct is 32 m hoog en biedt uitzicht op het omringende landschap eronder, evenals Auckland Castle, het Bishop's Park en het stadhuis. Het werd oorspronkelijk gebouwd in 1857 om de spoorlijn Bishop Auckland naar Durham City te kunnen aanleggen. De spoorlijn werd in 1968 gesloten en het viaduct raakte in onbruik. Op een gegeven moment werd het met sloop bedreigd. In 1995 werd het viaduct echter omgebouwd voor gebruik door voertuigen om het verkeer op de A689 tussen Bishop Auckland en Crook te nemen, waardoor de monumentale veertiende-eeuwse brug in de vallei eronder werd ontlast.